# Estació de Nules - la Vilavella
Nules-la Vilavella és una estació de la línia C-6 de la xarxa de Rodalies Renfe de València situada a l'est del nucli urbà de Nules a la comarca de la Plana Baixa de la província de Castelló.
L'estació es troba a la línia del Corredor Mediterrani, per la qual cosa passen molts trens de llarg recorregut sense parar.
| Procedència/Destinació     | <       | Línia | >                      | Procedència/Destinació |
| -------------------------- | ------- | ----- | ---------------------- | ---------------------- |
| Rodalies València de Renfe |         |       |                        |                        |
| València-Nord              | Moncofa | C-6   | Borriana-Les Alqueries | Castelló de la Plana   |
| València-Nord              | Sagunt¹ | CIVIS | Vila-real¹             | Castelló de la Plana   |

1. Aquesta és l'estació anterior o següent als trens CIVIS